# Güines
Güines – miasto na Kubie, leżące 48 km na południowy wschód od Hawany. Około 70 tys. mieszkańców (1990).
Założone w 1737 przez Hiszpanów. W 1838 doprowadzono tu pierwszą na Kubie linię kolejową z Hawany.